# Полет 671 на „Авианка“
Полет 671 на „Авианка“ е редовен международен пътнически полет от летище „Ню Йорк-Айдълуайлд“, Ню Йорк, Ню Йорк, Съединените американски щати, до международното летище „Ел Дорадо“, Богота, Колумбия, с планирано междинно кацане на международното летище „Сангстър“, Монтего Бей, Ямайка, управляван от „Авианка“. На 21 януари 1960 г. самолетът „Локхийд L-1049 Супер Констелейшън“, който изпълнява полета, се разбива и изгаря при кацане на летището в Монтего Бей и убива 37 от общо 46 пътници и екипаж на борда на машината. Сред загиналите е Мануел Хименес Диас, популярен по това време испански бикоборец.
Проблемите с летателния апарат започват още по време на първата фаза от маршрута към Монтего Бей, когато след проблем в един от двигателите пилотите принудително отклоняват самолета към международното летище „Маями“, Маями, Флорида, a там четирима пътници отказват да продължат пътуването и напускат самолета. След направен ремонт от механиците в Маями други пътници заемат празните свободни места и самолетът излита отново за Ямайка.
Проведеното разследване установява, че при приземяване самолетът прави тежко кацане, отскача и се приземява обратно на пистата, след което се плъзга по нея в пламъци и се спира преобърнат на 580 метра от прага ѝ и на 60 метра вляво от нея. Към 2025 г. това е най-тежкият инцидент в историята на ямайската авиация.